# Gobernaciones de Irak
La organización territorial de Irak se constituye en gobernaciones (árabe: محافظة muḥāfaẓah, pl. محافظات muḥāfaẓāt), también llamadas provincias, son las circunscripciones administrativas mayores en las cuales se divide el país. Desde el 2005, Irak es una república federal, reservando el derecho a las provincias de conformar regiones autónomas según las condiciones establecidas en la constitución. Cuatro gobernaciones, Erbil, Solimania, Duhok y Halabja, constituyen la Región autónoma del Kurdistán. Las gobernaciones de Bagdad (que es la más poblada) y de Basora son las provincias más antiguas de Irak. La segunda provincia más poblada, Nínive se encuentra en las tierras altas y en un clima bastante fresco del noroeste.
Hasta principios de 2014, el Consejo de Ministros del gobierno de Irak aprobó propuestas para crear tres gobernaciones:
- Tal Afar, a partir de la Gobernación de Nínive.
- Tuz Khurmatu, a partir de la Gobernación de Saladino.[3]
- Halabja, a partir de la Gobernación de Solimania.[4][5]

Existe otra propuesta para agregar una vigésima: Faluya, de una parte pertinente de la Al Anbar. Esto no ocurrió en gran parte debido a la insurgencia de ISIS. Tras la derrota del Estado Islámico en la Batalla de Faluya (2016), la propuesta puede resurgir o Al Anbar puede permanecer indiviso.

## Listado
|           | Gobernación   | Nombre original | Área (km²) | Población (2011) | Dens.Pobl. (hab/km²) | Capital |
| --------- | ------------- | --------------- | ---------- | ---------------- | -------------------- | ------- |
|           |               |                 |            |                  |                      |         |
| Al Anbar  | الأنبار       | 138 501         | 1 561 400  | 11               | Ramadi               |         |
| Babilonia | بابل          | 5603            | 1 820 700  | 325              | Hilla                |         |
| Bagdad    | بغداد         | 204             | 7 055 200  | 34 584           | Bagdad               |         |
| Basora    | البصرة        | 19 070          | 2 532 000  | 133              | Basora               |         |
| Di Car    | ذي قار        | 12 900          | 1 836 200  | 142              | Nasiriya             |         |
| Cadisía   | القادسية      | 8153            | 1 134 300  | 139              | Diwaniya             |         |
| Diala     | ديالى         | 17 685          | 1 443 200  | 82               | Baquba               |         |
| Duhok     | دهوك          | 6553            | 1 128 700  | 172              | Duhok                |         |
| Erbil     | أربيل         | 15 074          | 1 612 700  | 107              | Erbil                |         |
| Halabja   | امحافظة حلبجة | 3060            | 337 000    | 122              | Halabja              |         |
| Kerbala   | كربلاء        | 5034            | 1 066 600  | 212              | Kerbala              |         |
| Kirkuk    | كركوك         | 9679            | 1 395 600  | 144              | Kirkuk               |         |
| Mesena    | ميسان         | 16 072          | 971 400    | 60               | Amara                |         |
| Mutana    | المثنى        | 51 740          | 719 100    | 14               | Samawa               |         |
| Nayaf     | النجف         | 28 824          | 1 285 500  | 45               | Nayaf                |         |
| Nínive    | نينوى         | 37 323          | 3 270 400  | 88               | Mosul                |         |
| Saladino  | صلاح الدين    | 24 751          | 1 408 200  | 57               | Tikrit               |         |
| Solimania | السليمانية    | 17 023          | 1 878 800  | 110              | Suleimaniya          |         |
| Wasit     | واسط          | 17 153          | 1 210 600  | 71               | Kut                  |         |
| Total     |               | 438 317         | 31 129 225 | 71               |                      |         |

## Antiguas gobernaciones
| Gobernación                          | Ahora parte de                                                    |
| ------------------------------------ | ----------------------------------------------------------------- |
| Mosul                                | Gobernación de Nínive Gobernación de Duhok                        |
| Diwaniya                             | Gobernación de Cadisía Gobernación de Mutana Gobernación de Nayaf |
| Dulaim (–1962) Ramadi (1962–1976)    | Gobernación de Ámbar                                              |
| Muntafiq (–1976)                     | Gobernación de Di Car                                             |
| Amara (–1976)                        | Gobernación de Mesena                                             |
| Kut (–1976)                          | Gobernación de Wasit                                              |
| Bagdad                               | Gobernación de Bagdad Gobernación de Saladino                     |
| Kirkuk (–1976) At-Ta'mim (1976–2006) | Gobernación de Kirkuk                                             |

Gobernaciones iraquíes en 1990

Kuwait fue anexado por Irak en 1990 y luego se convirtió en la Gobernación de Kuwait (1990-1991)

## Región autónoma kurda
Cuatro provincias del norte conforman la Región de Kurdistán, región kurda goza de una amplia autonomía. Tiene su propio parlamento, presidente, primer ministro y constitución.